# Calocitta
Calocitta là một chi chim trong họ Corvidae.

## Hình ảnh

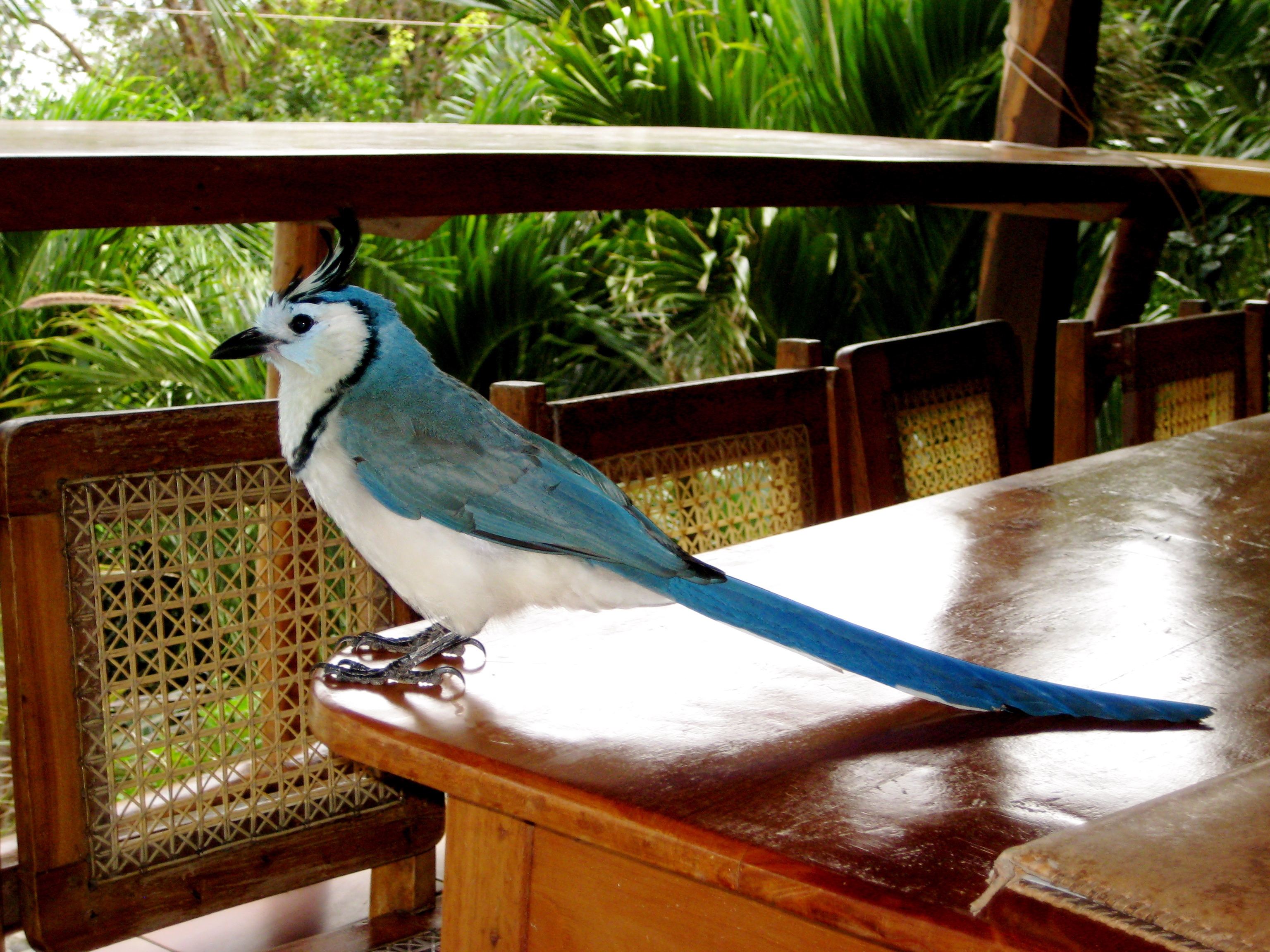
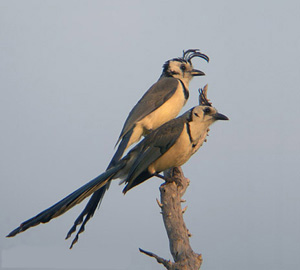